# Rogart
Rogart är en by i Sutherland, Highland, Skottland. Byn är belägen 14 km 
från Golspie. Orten har 415 invånare (2011).